# Diplotaxis antoniensis
Espèce
Statut de conservation UICN

 VU D2 : Vulnérable
Diplotaxis antoniensis est une espèce de plantes à fleurs de la famille des Brassicacées. Elle est endémique du Cap-Vert.

## Répartition et habitat
Cette espèce n'est présente que sur l'île de Santo Antão. Elle est majoritairement présente entre 1 100 et 1 500 m d'altitude.
C'est une espèce xérophyte qui vit dans les zones arides, semi-arides et sub-humides. Elle pousse dans les plaines rocheuses, sur le versant des montagnes et dans les champs cultivés, où elle est considérée comme une mauvaise herbe.